# ۵۲۰ (سیگار)
۵۲۰  (به انگلیسی: 520) یک برند سیگار است؛ که در حال حاضر توسط تنباکوی تایوان تولید می‌شود. مالک فعلی این برند تنباکوی ژاپن است. این برند در تاریخ ۲۰ مه ۱۹۹۹ پایه‌گذاری گردید.
در حال حاضر اين سيگار ژاپنی میباشد
و در ژاپن عدد ۵۲۰ به معنای دوست دارم میباشد و دلیل قلب روى فیلتر ان هم همین است.